# Шатле (Дол)
Шатле (фр. Chatelay) насеље је и општина у источној Француској у региону Франш-Конте, у департману Јура која припада префектури Доле.
По подацима из 2011. године у општини је живело 88 становника, а густина насељености је износила 6,73 становника/km². Општина се простире на површини од 13,07 km². Налази се на средњој надморској висини од 146 метара (максималној 259 m, а минималној 223 m).

## Демографија
| 1962. | 1968. | 1975. | 1982. | 1990. | 1999. | 2011. |
| ----- | ----- | ----- | ----- | ----- | ----- | ----- |
| 117   | 125   | 104   | 104   | 100   | 108   | 88    |

График промене броја становника у току последњих година